# トリックテイキングゲーム
トリックテイキングゲームは、トランプを初めとするカードゲームの、遊び方の一分類である。
トリックテイキングゲームにはカードゲームとほぼ同じ長さの歴史が存在する。タロットも、もともとはトリックテイキングゲームを遊ぶために作られたカードである。

## 最も簡単なルール
トリックテイキングゲームには様々な変種があるため、まずは最も簡単なルールを説明する。これは後述の分類でいう「切り札のないプレイントリックゲーム」にあたる。
トリックテイキングゲームではまず、各プレイヤーに同じ枚数の手札を裏向きに配る。枚数は遊戯毎に違う。札を配り終わったら、札が無くなるまでトリックと呼ばれるミニゲームを繰り返し、各ミニゲーム毎に勝者を決める。勝った（テイクした）トリックの数が最も多い人がゲームの勝者になる。
各トリックの手順は以下を行う。まず定められた1人が任意のカードを1枚、場に表向きに出す（カードをリードする
という）。そしてその後左周りに順々に、1人1枚ずつ札を出していく。この際、以下のルールに従わねばならない。
- リードされたスート（=マーク）と同じスートの札があれば、その中から1枚任意に選んで表向きに出す（フォローするという）。
- そのような札が無ければ、任意の1枚を表向きに出す（ディスカードするという）。

たとえばハートがリードされたら、ハートを持っているプレイヤーはハートの札を出さねばならないが、そうでないプレイヤーはどの札を出してよい。フォローできるのにフォローしないのは反則である（マストフォロー・ルール）。
全員が一人ずつ札を出し終わったら、そのトリックは終了である。リードされたスートと同じスートの札（すなわち、リードした札もしくはフォローした札）の中で最もランクが高い札を出した人がそのトリックの勝者になる（多くのゲームではランクはA>K>Q>…>3>2の順）。よってカードをディスカードしたプレイヤーは、どんなに高いランクの札を出そうが、決してそのトリックで勝つことができない。特に誰一人フォローしなかった場合は、リードした人が自動的にそのトリックの勝者になる。
トリックが終了したら、そのトリックで使った札を裏返して場の端に置いておく。これらの札はゲーム中、二度と使用しない。
トリックの勝者が次のトリックでカードをリードする。なお、ゲームの最初に行なうリードをオープニング・リードという。どのプレイヤーがオープニング・リードを行なうのかは遊戯毎に異なる。

## 切り札のあるルール
多くのトリックテイキングゲームでは、事前に切り札スートと呼ばれているスートが決まっていて、切り札スートの札（切り札）は他のスートのカードよりも強い。切り札スートの決め方は遊戯毎に異なる。
切り札スートのないルールを切り札スートのあるルールと区別するため、切り札のないルールをノートランプ・ルールという。なお、ノートランプのトランプとは切り札のことを指す。日本語ではカード52枚を全てトランプというので、混同しないように注意する必要がある。
切り札スートの決まっているトリックテイキングゲームでも、基本的な流れは切り札なしのトリックテイキングゲームの場合と同じで、各プレイヤーにあらかじめ同じ枚数の手札をディールし、札をディールし終わったら札が無くなるまでトリックと呼ばれるミニゲームを繰り返す。勝ったトリックの数が最も多い人がゲームの勝者になる。
各トリックでは、以下を行う。まず一人がカードをリードする（切り札でもよい）。そしてその後左周りに順々に各プレイヤーがカードを場に1枚ずつ表向きに出してゆく。前回同様、リードされたスートと同じスートの札を出すことをフォローするという。
フォローできるときはフォローしなければならない（マストフォロー・ルール）が、そうでないときは任意の札を出す。そして「切り札スート＞リードされたスート」の順でトリックの勝者を決める。より正確に言うと、以下のルールで札を出し、勝者を決める。
- 切り札以外がリードされた場合
  - リードされたスートと同じスートの札があれば、たとえ切り札を持っていても、リードされたスートの札を任意に選んで出す。
  - リードされたスートと同じスートの札がなければ、切り札を出してもその他の札を出してもよい。切り札以外の札を出す事をディスカードするという。
  - 切り札スートが場に出ていれば、切り札スートで一番高いランクの札を出した人がトリックの勝者。
  - 切り札スートが場に出ていなければ、リードされたスートで一番高いランクの札を出した人がトリックの勝者。
- 切り札がリードされた場合
  - リードされたスートと同じスートの札があれば、リードされたスートの札を任意に選んで出す。リードされたスート＝切り札スートなので、もちろん切り札を出してもよいし、出さねばならない。
  - リードされたスートと同じスートの札がなければ、任意の札を出す（ディスカードするという）。リードされたスート＝切り札スートなので、ここで切り札が出ることはありえない。
  - 切り札スート＝リードされたスートで一番高いランクの札を出した人がトリックの勝者。

前回同様、カードをディスカードしたプレイヤーは、どんなに高いランクの札を出そうが、決してそのトリックで勝つことができない。

### 切り札狩り
切り札のあるゲームの基本戦略として、切り札狩りが知られている。これは、切り札を多く持っているプレイヤーが切り札を何度もリードする、という戦略である。リードには可能なら必ずフォローしなければならないので、切り札をリードされると、他のプレイヤーは可能なら必ず切り札を出さねばならない。よって切り札リードを繰り返すうちに他のプレイヤーの切り札が全て無くなり、切り札を持っているのは自分だけという状況を生み出すことができる。
プレイヤーがさらにA、K、Qのような高位の切り札を独り占めしてるときは、切り札狩りがしやすい。というのも、高位の切り札から順にリードしていくと、毎回自分がトリックで勝利して次のトリックのリード権を獲得し、切り札の連続リードが可能になるからである。

## 勝敗の決め方の分類
パーラットは、トリックテイキングゲームを以下の3種類に大別している。
プレイントリックゲーム
トリックに勝利した数によって勝敗が決まるもの。上記の例はこの方式に従っていた。コントラクトブリッジ・スペード・ユーカーなどがこの類型に属する。
ポイントトリックゲーム
トリックで獲得したカードの点数によって勝敗が決まるもの。スカート・ピノクル・日本式ナポレオンなど。
トリックアボイダンスゲーム（またはペナルティトリックゲーム）
通常と逆に、トリックをなるべく取らないようにするもの。ハーツなど。
そのほかに、下位分類として以下のような類型を認めている。
トリックアンドブラフ
トリックで勝つ以外に、勝った時の点数を釣り上げることによって相手を降参させることができるもの。トルーコなど。
トリックアンドメルド
トリック以外に手札の中にある役（メルドという。例えばAAAのスリーカード）で点がつくもの。ピケ・ピノクル・シュナプセンなど。
オークションゲーム
切り札やゲームの目的を競りによって決めるもの。コントラクトブリッジ・スカートなど。

## マストフォローの変種
通常「マストフォロー」と言った場合は、「フォローできるならばしなければならない。なければ何を出してもよい」という意味で、大部分のトリックテイキングゲームがこの方式に従う。しかし、これ以外の原則に従うトリックテイキングゲームもある。
1. 切り札はいつでも出せる（たとえリードと同じスートのカードを持っていても、それを出さずに切り札のカードを出せる）。切り札を出さない場合、フォローできるならばしなければならないが、なければ何を出してもよい。セブンアップ・ヤスなど。（ただしヤスでは台札が切り札でなく、かつ切り札を出す場合、いままで場に出ているカードに勝てる切り札を持っているならそれを出さねばならない）
2. フォローできるならばしなければならない。フォローできないとき、切り札を持っていればそれを出さなければならない。切り札もなければ何を出してもよい（マストフォロー・マストラフ・ルール）。プレフェランスなど。タロットゲームの多くもこの類型に属する。
3. フォローできるならばしなければならない。フォローできないとき、切り札を持っていればそれを出さなければならない。切り札もなければ何を出してもよい。切り札を出す場合は、いままでに場に出ているカードに勝てる切り札を持っているならばそれを出さなければならない（マストフォロー・マストラフ・マストウィン・ルールの一種）。フランス式タロット・ブロット・クラーフェルヤスなど。
4. フォローできるならばしなければならない。フォローできないとき、切り札を持っていればそれを出さなければならない。切り札もなければ何を出してもよい。かつ、いままでに場に出ているカードよりも強いカードを持っている場合は、それを出さなければならない（マストフォロー・マストラフ・マストウィン・ルールの一種）。ピノクルなど。
5. いつでも何を出してもよい。ブリスコラなど。

シュナプセンのように、山札の有無によってマストフォロールールが変わるゲームもある。

## ビディング
以下、特に断りが無い限り、プレイントリックテイキングゲームを想定して説明するが、他の種類のトリックテイキングゲームでも同様である。
札を配って（トリックテイキング）ゲームを行い、全ての札が無くなって勝敗がつくまでをディールという（札を配る行為そのものもディールと呼ばれる）。多くのトリックテイキングゲームのディールは、次の4つのフェーズからなる。
1. カードを配る。
2. ビディング（後述）を行う。
3. 前述したルールでトリックテイキングを行う。
4. スコアをつけ、1.に戻る。

定められた条件（例：事前に決められた回数だけ上の4フェーズを繰り返す、誰かが事前に決められた得点に到達する、等）が満たされたら、ゲームは終了である。
ビディングとは、今回のディールで勝てると思うトリック数を各々のプレイヤーがビッド（入札）するフェーズのことで、その目的はそのディールのディクレアラー（宣言者、すなわち最高位のビッドをしたプレイヤー）を決めることである。ビディング終了後は「ディクレアラー1人」対「他の人全て」でトリックテイキングが開始される。ディクレアラーの目標は宣言を達成することで、残りの人の共通目標はそれを阻止することである。したがってディクレアラー以外の人は、このディール限定の共同戦線を張ることになる。トリックテイキングが終了したら、ディクレアラーが宣言を達成したかどうかに応じてスコアがつけられる。
誤解をまねきやすい所を強調しておくと、大抵の遊戯のビディングでは各プレイヤーは複数回ビッドすることが可能である。ただし、後のビッドほど高いビッドでなければならない。また、ビディング終了後はディクレアラーが最後にしたビッドのみが有効になり、（ディクレアラーもしくは他の人によってなされた）他の全てのビッドは忘れられる。
ビディングの典型的なルールは以下の通りである。各プレイヤーは順に時計回りで、自分が今回のゲームで勝てると思うトリック数をビッドするか、もしくはパスする。ただし多くの遊戯では、ビットできる最低限のトリック数が決まっているので、プレイヤーはその最低限以上のトリック数をビッドしなければならない。最初になされた（パス以外の）ビッドのことをオープニングビッドと言う。なお、全員がパスをした場合は、この回のディールは流れてしまい、カードが配り直しになる。以下は誰かがオープニングビッドした場合について説明する。
各プレイヤーは（オープニングビッド以外の）ビッドをする場合、これまでになされたいずれのビッドよりも高いビッドをしなければならない。たとえばこれまでになされたビッドが「7トリック取る」、「パス」、「8トリック取る」であれば、9トリックないしそれ以上のビッドをしなければならない。
ビディングはパス以外の新しいビッドが出続けている限り、時計回りに何周もする。各プレイヤーは2周目以降、前回のビッドをつりあげてもよい。例えば1周目に「7トリック取る」とビッドしても、2周目でそれをつり上げて「10トリック取る」と言ってもよい。ただしこれはもちろん、それまでに他のプレイヤーが10以上のビッドをしていない場合に限る。
最後に（パス以外の）ビッドをしたプレイヤー以外の全てのプレイヤーがパスをしたら、ビディングは終了である。例えば4人で遊んでる場合は3人が連続してパスをすればビディングは終了である。最後に（パス以外の）ビッドをしたプレイヤーがディクレアラーになる。
多くの遊戯では切り札スートはディクレアラーが決める。遊戯によってはビッド時に、獲得できると思うトリック数のみならず、自分が指定したい切り札スートもあわせてビッドする。この際スートに順番がついていて、同じトリック数のビッドならスートの順番が高いビッドの方が高いビッドとみなされる。たとえばコントラクトブリッジでは、スートの順番はNT、{\displaystyle \spadesuit }、{\displaystyle \heartsuit }、{\displaystyle \diamondsuit }、{\displaystyle \clubsuit }の順である。したがって例えば「クラブで7トリック取る」というビッドよりも「ハートで7トリック取る」というビッドの方が高いビッドとみなされる。なお、スートの順番はビディング中のみ有効で、スートの順番はトリックの勝敗とは無関係である。
ビディングが終了したら、前述のように「ディクレアラー1人」対「他の人全て」でトリックテイキングが開始される。トリックテイキングが終了したら、ディクレアラーが（最後の）宣言を達成したかどうかに応じてスコアがつけられる。多くの遊戯ではディクレアラーが宣言を守ったときのみ、ディクレアラーに点が入る。たとえばディクレアラーの宣言が「7」である場合、ディクレアラーが7トリック以上勝利したときのみディクレアラーのスコアに点が入り、そうでなければディクレアラーのスコアには1点も入らない（遊戯によってはむしろマイナス点が入る）。なお、宣言が「7」であるのにディクレアラーが8トリック以上勝利しても7トリック分の点数しか入らない遊戯が多い。したがって高得点を取るには、勝率を考えながら可能なかぎり高い宣言をしておく必要がある。また、ディクレアラー以外の人はディクレアラーが宣言を達成しようがしまいが、1点も入らないのが普通である。したがって点数を取るにはディクレアラーになるしかない。
遊戯によっては特定の宣言を達成するとボーナス点が入る。典型的なのはスラムを宣言した場合で、これは「全てのトリックで勝利する」という宣言である（ポイントトリックゲームなら全てのプラス点を集める）。この手のボーナス点もあらかじめ宣言していた場合のみ入る。スラムを宣言しなかったのに偶然全てのトリックで勝利した場合は、スラム・ボーナスは入らない。なお、ハーツでは特定の札を集めれば集めるほどマイナスが増えていくが、全てのマイナス札を集めたときだけ例外的にプラス点が入る。これもスラムと呼ばれる。逆に1トリックも取らないことを宣言できる遊戯もあり、これは「ミゼール」と呼ばれる。

## スコアリングの例
- コントラクトブリッジでは、最も多くのトリックを取れると宣言した者が、宣言した以上のトリックを取れた場合に、宣言したトリック数に応じた点数を手にする。
- オークションブリッジでは、最も多くのトリックを取れると宣言した者が、宣言した以上のトリックを取れた場合に、取ったトリック数に応じた点数を手にする。
- Oh Hell! （英語版記事）では、全員が何トリック取れるかを宣言する（競りを行うわけではない）。宣言したのと同じ数のトリックを取ったら得点が得られるが、宣言したより多くのトリックを取ると0点になる。スペードでも宣言より多くのトリックを取るとペナルティがつく。
- Truc（英語版記事）は、2人の競技者のうち、より多くのトリックを取った側が勝ちになるゲームだが、各トリックの開始前に、勝った時に得られるスコアを各競技者が釣り上げることができる。相手はそのスコアを受け入れるか降りるかを選択しなければならない。ゲームの進行はむしろポーカーに近く、勝つこと自身よりも、有利なときにどれだけ点数を釣り上げられるかが重要になる。
- Toepen （英語版記事）では、多くのトリックを取っても点数は得られず、最後のトリックを取ったものが勝つ。Truc と同様に、各トリックの開始前にスコアを釣り上げることができる。
- ゴニンカンでは、手札にジョーカーを持っていたものが、絵札を9枚以上取った場合に勝ちとなる。
- ナポレオン（イギリス式）: 配られた手札5枚のうち、自分が取れるトリック数。2以上、最大5になる。5トリック全て取るという宣言の事をナポレオンと呼び、その後のビディングで5トリック全て取るウェリントンを宣言することもできる。ウェリントンの宣言後に更に5トリック取るブリュッヒャーの宣言もある。
- ナポレオン（日本式）: 各スートの10、J、Q、K、A全20枚のうち、最も多くの枚数を取れると宣言した者が、指名した副官とともに宣言した以上の枚数を取れた場合に勝ちとなる。
- ブラックレディにはビディングはなし。ハート（各1点）とスペードのQ（13点）を取らされただけ罰点を受ける。
- カリプソというゲームでは、取ったカードを利用して、特定のスートのカードによる組み合わせを作ることで得点が得られる[3]。

## パートナーシップ
遊戯によっては他のプレイヤーとパートナーを組む。典型的なのはコントラクトブリッジで、この遊戯は2対2のパートナー戦である（向い側の人とパートナーを組む）。この遊戯ではパートナーがゲーム中に変わることはなく、完全なチーム戦で、「12トリック勝つ」という宣言は「パートナー2人分を合計して12トリック勝つ」の意味である。ただし遊び方によっては、全てのパートナーの組み合わせでチーム戦を順に行い、それらのチーム戦の得点の合計値で個人の勝敗を決める。中には、うんすんカルタの八人メリのように4対4の団体戦で行われるものもある。
遊戯によっては、各ディール毎にディクレアラーがそのディール限りのパートナーを決めるものがある。決め方は遊戯毎に様々だが、例えばディクレアラーが指定した札を持っている人がディクレアラーのパートナーになるというルールがある。こうした遊戯では多くの場合、指定した札を持っている人は自分がパートナーであることを皆に明かす。しかし、5人版ファイブハンドレッドや日本式ナポレオンでは、自分がパートナーであることを誰にも明かさず、影でこっそりとディクレアラーを助ける。

## 各国でトリックテイキングの呼称
- フランス　‥‥　levées（ルヴェ）「札を集める」という意味
- ドイツ　‥‥ 　Stich（シュティッヒ）「刺す」という意味
- イタリア　‥‥ 　Briscola（ブリスコラ）「切札」という意味
- オランダ　‥‥ 　Slag（スラフ）「戦い」という意味
- ポルトガル　‥‥ 　Vaza（バァーザ）「一巡」という意味
- 日本　‥‥ トリテ（トリックテイキングの略称）